# ساختمان باصری
ساختمان باصری یک منطقهٔ مسکونی در ایران است که در دهستان ابرج واقع شده‌است. ساختمان باصری ۴۹ نفر جمعیت دارد.